# Bob Bartholomew (Gewichtheber)
Bob Bartholomew (* 1944) ist ein ehemaliger US-amerikanischer Gewichtheber.

## Werdegang
Bob Bartholomew begann als 15-jähriger Schüler im YMCA-Club von Allentown mit dem Gewichtheben. Binnen vier Jahren zeigte er Leistungen, mit denen er bei den US-amerikanischen Meisterschaften starten konnte. Er wurde dabei von Bob Hofmann, dem wohlhabenden Mentor des US-amerikanischen Gewichthebens seiner Zeit entdeckt und an den York-Barbell-Club nach New York geholt. Ziel Bob Hofmanns war, noch einmal eine starke amerikanische Mannschaft für die Olympischen Spiele 1968 in Mexiko-Stadt aufzubauen, mit der er die Vormachtstellung des amerikanischen Gewichthebens wieder erringen wollte. Das Vorhaben gelang jedoch nicht. Die Sowjetunion und andere Ostblock-Staaten waren inzwischen so stark geworden, dass die US-Amerikaner diese Vormachtstellung, die in den 1950er Jahren durchaus bestand, nicht zurückholen konnten. Dazu konnte auch Bob Bartholomew, der sich für die OS 1968 qualifiziert hatte, nichts beitragen, denn er belegte dort nur den 9. Platz im Mittelschwergewicht (bis 90 kg Körpergewicht). Auf nationaler Ebene gelangen Bob Bartholomew aber einige schöne Erfolge.

### Internationale Erfolge
(OS = Olympische Spiele, Ms = Mittelschwergewicht)
- 1966, 1. Platz, Nordamerik. Meistersch. in York, Ms, mit 447,5 kg, vor Phil Grippaldi, 450 kg und Frank Capsouras, 425 kg;
- 1968, 9. Platz, OS in Mexiko-Stadt, Ms, mit 457,5 kg, Sieger: Kaarlo Kangasniemi, Finnland, 517,5 kg vor Jaan Talts, Sowjetunion, 507,5 kg.

### Nationale Erfolge
- 1963, 2. Platz, Philadelphia-Meistersch., Ms, mit 372,5 kg, hinter Vob Vogel, 385 kg und vor W. Woodruff, 345 kg;
- 1963, 7. Platz, USA-Meistersch., Ms, mit 397,5 kg, Sieger: Bill March, 455 kg vor Ken Rose, 435 kg;
- 1964, 1. Platz, Philadelphia-Meistersch., Ms, mit 422,5 kg, vor D. Mallet, 360 kg;
- 1964, 2. Platz, USA-Junioren-Meistersch., Ms, mit 425 kg, hinter Bob Bednarski, 430 kg;
- 1964, 4. Platz, USA-Meistersch., Ms, mit 427,5 kg, Sieger: Bill March, 460 kg vor Clyde Emrich, 445 kg;
- 1965, 1. Platz, USA-Junioren-Meistersch., Ms, mit 445 kg, vor Sergio Oliva, 410 kg und J. De Meglio, 410 kg (bei Sergio Oliva handelte es sich um den späteren weltberühmten Bodybuilder und mehrfachen Mr. Universum);
- 1965, 2. Platz, USA-Meistersch., Ms, mit 452,5 kg, hinter Bill March, 462,5 kg und vor Bob Bednarski, 432,5 kg;
- 1966, 2. Platz, Philadelphia-Meistersch., Ms, mit 467,5 kg, hinter March, 470 kg und vor Phil Grippaldi, 405 kg;
- 1966, 1. Platz, "Eastern"-Meistersch., Ms, mit 442,5 kg, vor Grippaldi, 417,5 kg;
- 1966, 1. Platz, USA-Meistersch., Ms, mit 447,5 kg, vor Grippaldi, 440 kg und Frank Capsouras, 402,5 kg;
- 1967, 3. Platz, USA-Meistersch., Ms, mit 450 kg, hinter Grippaldi, 470 kg und John Gourgott, 452,5 kg;
- 1968, 4. Platz, USA-Meistersch., Ms, mit 457,5 kg, hinter Grippaldi, 480 kg, Capsouras, 465 kg und Gourgott, 465 kg;
- 1968, 2. Platz, Olympiaausscheidung, Ms, mit 470 kg, hinter Grippaldi, 492,5 kg und vor Capsouras, 465 kg.

| Personendaten    | Personendaten                  |
| ---------------- | ------------------------------ |
| NAME             | Bartholomew, Bob               |
| KURZBESCHREIBUNG | US-amerikanischer Gewichtheber |
| GEBURTSDATUM     | 1944                           |